# Condado autónomo de Benxi
Benxi (en chino, 本溪; pinyin, Běnxī, en manchú: ᠪᡝᠨᠰᡳ, romanizado: Bensi) es un condado autónomo bajo la administración directa de la Prefectura Benxi. Se ubica en la provincia de Liaoning , noreste de la República Popular China . Su área es de 3362 km² y su población total para 2010 fue cercana a los 300 mil habitantes.

## Administración
Desde julio de 2020, el  condado Benxi se divide en 12 pueblos que se administran en 1 subdistritos, 10   poblados y 1 villa.

## Toponimia
El topónimo lo toma directamente del lago Benxi (本溪), escrito originalmente (杯犀) "tazón de rinoceronte" porque es ancho en la superficie y angosto en el fondo, con forma de "cuerno de rinoceronte", debido a la dificultad de escritura, esta se simplificó.
Como las otras regiones autónomas, se caracteriza por estar asociada a un grupo étnico minoritario, en este caso, los manchúes. La región recibió la condición de "autónomo" cuando se estableció el Condado autónomo manchú de Benxi en septiembre de 1989.